# 12월 19일
12월 19일은 그레고리력으로 353번째(윤년일 경우 354번째) 날에 해당한다.

## 사건
- 1963년 - 잔지바르가 독립했다.
- 2002년 - 대한민국 제16대 대통령 선거에서 노무현 후보가 당선되다.
- 2007년 - 대한민국 제17대 대통령 선거에서 이명박 후보가 당선되다.
- 2011년 - 조선민주주의인민공화국의 김정일 국방위원장이 이틀 전(12월 17일) 사망했다는 소식이 보도되었다.
- 2012년 - 대한민국 제18대 대통령 선거에서 박근혜 후보가 당선되다.
- 2014년 - 헌법재판소가 법무부의 청구를 받아들여 통합진보당 해산을 선고했고, 통합진보당 소속 지역구 의원 3명과 비례대표 의원 2명의 의원직도 모두 박탈되었다.

## 문화
- 1843년 - 영국의 소설가 찰스 디킨스, 《크리스마스 캐럴》 출간.
- 1909년 - 독일의 축구 클럽 보루시아 도르트문트 창단.
- 2009년 - 소녀시대가 《Into The New World》라는 타이틀로 첫 번째 단독 콘서트를 개최함.
- 2015년 - 서해안고속도로 서해대교 송악 나들목 ~ 서평택 나들목 구간이 개통되었다.
- 2022년 - 2022년 FIFA 월드컵이  카타르에서 폐막하였고  아르헨티나가  프랑스를 3대 3으로 승부차기를 통해 4대 2로 꺾고 1986년 이후 36년만에 통산 3번째 우승을 달성하였다.

## 탄생
- 1683년 - 스페인 부르봉 왕가의 초대 국왕 펠리페 5세. (~1746년)
- 1742년 - 스웨덴의 화학자 칼 빌헬름 셸레. (~1786년)
- 1778년 - 프랑스의 국왕 루이 16세의 딸 프랑스의 마리테레즈. (~1851년)
- 1899년 - 미국의 인권 운동가 마틴 루터 킹 주니어. (~1968년)
- 1906년 - 소련의 정치인 레오니트 브레즈네프. (~1982년)
- 1910년 - 프랑스의 시인, 소설가 장 주네. (~1986년)
- 1915년 - 프랑스의 가수, 작곡가 에디트 피아프. (~1963년)
- 1919년 - 미국의 가수, 작사가 겸 기타리스트 조니 앨비노. (~2011년)
- 1922년 - 네덜란드의 정치인 크리스 판 베인. (~2009년)
- 1931년 - 대한민국의 경제학자, 대학교수, 윤석열 대통령의 부친 윤기중. (~2023년)
- 1932년 - 독일의 정치인 베른하르트 포겔. (~2025년)
- 1934년
  - 일본의 기업인 타미야 슌사쿠. (~2025년)
  - 미국의 야구 선수 알 칼라인. (~2020년)
- 1935년 - 대한민국의 언론인, 정치인 최영철.
- 1936년 - 대한민국의 기업인 김우중. (~2019년)
- 1941년
  - 대한민국의 제17대 대통령 이명박.
  - 미국의 가수 모리스 화이트. (~2016년)
- 1942년 - 대한민국의 기업인 장수홍. (~2024년)
- 1944년 - 미국의 수리물리학자 미첼 파이겐바움. (~2019년)
- 1945년 - 미국의 배우 일레인 조이스.
- 1949년 - 프랑스의 축구 선수, 축구 감독 크리스티앙 달제. (~2023년)
- 1952년 - 미국의 작가 린다 울버턴.
- 1953년 - 대한민국의 축구 선수, 축구 감독 허정무.
- 1957년
  - 일본의 만화가 유키 마사미.
  - 일본의 성우 코스기 쥬로타.
- 1958년
  - 대한민국의 언론인, 수필가 김상운.
  - 대한민국의 법조인 길태기.
- 1963년 - 대한민국의 정치인 우범기.
- 1965년 - 대한민국의 경찰 공무원, 제21대 경찰청장 민갑룡.
- 1967년
  - 대한민국의 정치인 김민철.
  - 대한민국의 배우 송경의.
- 1968년 - 대한민국의 정치인 이원택.
- 1969년 - 영국의 방송인 리처드 해먼드.
- 1970년
  - 일본의 작가 타니가와 나가루.
  - 나이지리아 요루바족의 배우 램지 노아.
- 1972년 - 미국의 배우 앨리사 밀라노.
- 1975년 - 대한민국의 기자, 앵커 김범주.
- 1976년 - 대한민국의 희극인 김종은.
- 1980년
  - 대한민국의 래퍼 버벌진트.
  - 미국의 배우 제이크 질런홀.
- 1981년
  - 대한민국의 배우 지승현.
  - 대한민국의 배우 김윤성.
  - 대한민국의 유튜버 이대호.
- 1983년 - 대한민국의 희극인 오민우.
- 1984년 - 대한민국의 양궁 선수 최용희.
- 1985년
  - 일본의 축구 선수 리 다다나리.
  - 잉글랜드의 축구 선수 게리 케이힐.
  - 대한민국의 가수 나상도.
  - 한국계 일본의 축구 선수 이충성.
- 1986년
  - 대한민국의 배우 이설아.
  - 그리스의 축구 선수 라자로스 흐리스토둘로풀로스.
  - 네덜란드의 축구 선수 라이안 바벌.
- 1987년
  - 프랑스의 축구 선수 카림 벤제마.
  - 미국의 야구 선수 아론 룹.
- 1988년
  - 칠레의 축구 선수 알렉시스 산체스.
  - 스웨덴의 축구 선수 엠마 베릴룬드.
  - 대한민국의 레이싱 모델 이지민.
  - 대한민국의 배우 옥자연.
  - 덴마크의 핸드볼 선수 니클라스 란딘 야콥센.
- 1989년 - 대한민국의 래퍼 용준형 (비스트, 하이라이트).
- 1990년
  - 대한민국의 레이싱 모델 신세하.
  - 대한민국의 쇼트트랙 선수 김성일.
- 1991년
  - 일본의 성우 우에사카 스미레.
  - 중국의 가수, 방송인 펑티모.
  - 네덜란드의 축구 선수 스티븐 베르하위스.
  - 대한민국의 아나운서 박철규.
- 1992년
  - 대한민국의 축구 선수 이다혜.
  - 스페인의 축구 선수 이케르 무니아인.
- 1993년
  - 대한민국의 가수 Young K (DAY6).
  - 이라크의 축구 선수 알리 아드난 카딤.
  - 대한민국의 전 리그 오브 레전드 프로게이머 모멘트.
- 1994년
  - 대한민국의 전직 스타크래프트 프로게이머 듀크.
  - 에스토니아의 펜싱 선수 카트리나 레히스.
  - 대한민국의 기타리스트 은교.
- 1995년
  - 대한민국의 가수, 배우 신규현.
  - 대한민국의 야구 선수 정선호.
- 1996년
  - 일본의 펜싱 선수 마쓰야마 교스케.
  - 코트디부아르의 축구 선수 프랑크 케시에.
- 1997년
  - 잉글랜드의 축구 선수 피카요 토모리.
  - 대한민국의 야구 선수 황성빈.
  - 일본의 펜싱 선수 가노 고키.
- 1998년 - 대한민국의 연극배우 정진희.
- 1999년 - 대한민국의 배우 이시우.
- 2000년 - 대한민국의 리그 오브 레전드 프로게이머 차희민.
- 2002년
  - 일본 태생 대한민국의 유도 선수 허미미.
  - 일본의 배우 이시이 모모카.
- 2003년 - 대한민국의 가수 이태승.
- 2011년
  - 대한민국의 아역 배우 박규림.
  - 대한민국의 아역 배우 김지우.

## 사망
- 1370년 - 제200대 로마의 교황 교황 우르바노 5세. (1310년~)
- 1741년 - 덴마크 출신 러시아의 항해사이자 탐험가 비투스 베링. (1681년~)
- 1848년 - 영국의 소설가 에밀리 브론테. (1818년~)
- 1851년 - 영국의 화가 조지프 말로드 윌리엄 터너. (1775년~)
- 1932년 - 대한민국의 독립운동가 윤봉길. (1908년~)
- 1975년 - 일본의 바둑 기사 기타니 미노루. (1909년~)
- 2012년 - 일본의 만화가 나카자와 케이지. (1939년~)
- 2015년
  - 독일의 지휘자 쿠르트 마주어. (1927년~)
  - 프랑스의 성매매 포주 마담 클로드. (1923년~)
- 2018년 - 대한민국의 가수 이성우. (1959년~)
- 2021년
  - 대한민국의 법조인 김주수. (1928년~)
  - 대한민국의 정치인 김문기. (1932년~)
  - 스페인의 바리톤 카를로스 마린. (1968년~)
  - 미국의 화학자 로버트 그럽스. (1942년~)
  - 인도네시아의 정치인 프란스 르부 라야. (1960년~)
- 2023년 - 폴란드의 권투 선수 야누시 고르타트. (1948년~)

## 기념일
- 남남 협력의 날
- 해방의 날(Liberation day): 인도 고아 주
- 성 니콜라스 데이(Saint Nicholas Day): 동방 기독교

## 같이 보기
- 위키미디어 공용에 12월 19일 관련 미디어 분류가 있습니다.
- 전날: 12월 18일 다음날: 12월 20일 - 전달: 11월 19일 다음달: 1월 19일
- 음력: 12월 19일
- 모두 보기